# Роуз-Бад (Арканзас)
Роуз-Бад (англ. Rose Bud, Arkansas) — город, расположенный в округе Уайт (штат Арканзас, США) с населением в 429 человек по статистическим данным переписи 2000 года.

## География
По данным Бюро переписи населения США Роуз-Бад имеет общую площадь в 15,28 квадратных километров, водных ресурсов в черте населённого пункта не имеется.
Город Роуз-Бад расположен на высоте 192 метра над уровнем моря.

## Демография
По данным переписи населения 2000 года в Роуз-Баде проживало 429 человек, 123 семьи, насчитывалось 170 домашних хозяйств и 187 жилых домов. Средняя плотность населения составляла около 28,2 человек на один квадратный километр. Расовый состав Роуз-Бада по данным переписи распределился следующим образом: 97,67 % белых, 0,23 % — азиатов, 2,10 % — представителей смешанных рас.
Из 170 домашних хозяйств в 29,4 % — воспитывали детей в возрасте до 18 лет, 62,9 % представляли собой совместно проживающие супружеские пары, в 8,2 % семей женщины проживали без мужей, 27,1 % не имели семей. 24,7 % от общего числа семей на момент переписи жили самостоятельно, при этом 12,4 % составили одинокие пожилые люди в возрасте 65 лет и старше. Средний размер домашнего хозяйства составил 2,52 человек, а средний размер семьи — 3,02 человек.
Население города по возрастному диапазону по данным переписи 2000 года распределилось следующим образом: 24,5 % — жители младше 18 лет, 7,0 % — между 18 и 24 годами, 26,1 % — от 25 до 44 лет, 27,5 % — от 45 до 64 лет и 14,9 % — в возрасте 65 лет и старше. Средний возраст жителей составил 41 год. На каждые 100 женщин в Роуз-Баде приходилось 94,1 мужчин, при этом на каждые сто женщин 18 лет и старше приходилось 86,2 мужчин также старше 18 лет.
Средний доход на одно домашнее хозяйство в городе составил 34 732 доллара США, а средний доход на одну семью — 37 375 долларов. При этом мужчины имели средний доход в 28 438 долларов США в год против 27 750 долларов среднегодового дохода у женщин. Доход на душу населения в городе составил 22 677 долларов в год. 11,0 % от всего числа семей в округе и 11,1 % от всей численности населения находилось на момент переписи населения за чертой бедности, при этом 23,3 % из них были моложе 18 лет и 4,0 % — в возрасте 65 лет и старше.